# Pyrausta subsequalis
Pyrausta subsequalis is een vlinder van de familie van de grasmotten (Crambidae). De wetenschappelijke naam van deze soort is voor het eerst voorgesteld als Herbula subsequalis door Achille Guenée in een publicatie uit 1854.

## Verspreiding
De soort komt voor in Canada, de Verenigde Staten, Cuba en Argentinië.

## Ondersoorten
- Pyrausta subsequalis subsequalis (Guenée, 1854)
  - = Herbula  repletalis Walker, 1866
  - = Herbula efficitalis Walker, 1866
  - = Isopteryx madetesalis Walker, 1859
- Pyrausta subsequalis facetalis (Berg, 1875) (Argentinië)
- Pyrausta subsequalis petaluma Munroe, 1976
- Pyrausta subsequalis plagalis Haimbach, 1908